# Liste des monuments classés de Tunisie
Cette liste des monuments classés de Tunisie est une liste des monuments historiques et archéologiques protégés et classés de Tunisie établie par l'Institut national du patrimoine et classée par gouvernorat.